# Hypersomnie
Hypersomnie (zvýšená spavost) je patologicky zvýšená spavost. Jedinec spí denně 12 hodin i více a často upadá do spánku i během dne. Jedním z typů hypersomnie je narkolepsie, při níž postižený usíná i uprostřed činnosti. Hypersomnií trpí asi 5 % lidí.
Hypersomnie je zpravidla příznakem jiné choroby (cukrovka, encefalitida, epilepsie, deprese, depresivní fáze bipolární afektivní poruchy), ale může být chorobou i sama o sobě (tj. primární a sekundární hypersomnie).

## Typy hypersomnie
Pod hypersomnii spadá několik dalších poruch.
- Idiopatická hypersomnie (IH) je druh hypersomnie charakteristický nadměrnou potřebou denního spánku. Spánek kolísá mezi 12-14 hodinami, ale v extrémních případech až 16-18 hodin. Lidé, kteří trpí IH, mají velké problémy s probuzením - často je nevzbudí ani klasický budík. Krátce po probuzení mají problémy vykonávat náročnější mentální a pohybové aktivity (tzv. spánková opilost). Během dne jsou často ospalí, unavení (především při monotónních činnostech). Odpolední spánek je neosvěží.
- Narkolepsie je porucha charakteristická spánkovými atakami spojenými s kataplexií.
- Periodická (rekurentní) hypersomnie je hypersomnie, která může trvat i několik dní. V angličtině se můžeme setkat s označením Sleeping beauty syndrom, tedy syndrom Šípkové Růženky. Epizody výrazné potřeby spánku se střídají s etapami normální potřeby spánku. Společně s hypersomnickými fázemi se může objevit bulimie, agresivní chování, příp. u mužů hypersexualita - tzv. Kleine-Levinův syndrom.